# Czutowe
Czutowe (ukr. Чутове) – osiedle typu miejskiego w obwodzie połtawskim Ukrainy, siedziba władz rejonu czutowskiego.

## Historia
W 1900 w Czutowem urodził się polski malarz Stanisław Eleszkiewicz.
Status osiedla typu miejskiego posiada od 1957.
W 1989 liczyła 6 647 mieszkańców.
W 2013 liczyła 6 287 mieszkańców.